# Zerong
Zerong (kinesiska: 则戎, 则戎乡) är en socken i Kina. Den ligger i provinsen Guizhou, i den sydvästra delen av landet, omkring 250 kilometer sydväst om provinshuvudstaden Guiyang. Antalet invånare är 19186. Befolkningen består av 9 343 kvinnor och 9 843 män. Barn under 15 år utgör 24,0 %, vuxna 15-64 år 64 %, och äldre över 65 år 10,0 %.